# Мытничи
Мытничи — деревня в Стародубском муниципальном округе Брянской области.

## География
Находится в южной части Брянской области на расстоянии приблизительно 7 км по прямой на северо-запад от районного центра города Стародуб.

## История
Упоминалась с начала XVIII века в составе 1-й полковой сотни Стародубского полка. В середине XX века работал колхоз им. Ворошилова. В 1859 году здесь (деревня Стародубского уезда Черниговской губернии) было учтено 27 дворов, в 1892 — 33. До 2019 года входила в состав Мохоновского сельского поселения, с 2019 по 2021 в состав Запольскохалеевичского сельского поселения Стародубского района до их упразднения.

## Население
Численность населения: 193 человека (1859 год), 204 (1892), 47 человек в 2002 году (русские 100 %), 27 в 2010.